# ياور همداني
ياور همداني (بالفارسية: احمد نیک طلب) (1934-2020) (اسمه عند الولادة:احمد نيك طلب) کاتب وشاعر وعالم لغويات إيراني. تحتفظ جامعة هارفارد بكتاب له بعنوان «سايه سار الوند» لقصائده في لهجة همدان .

## بعض الكتب
- جنج نامه:مجموعة كلمات الأغاني الفارسية، 2001[3]
- سایه سار الوند:مجموعة الاشعار الفارسية، 2005 [4]
- مثنوی سرود فردا، 1990